# 하이네켄 컵
유러피언 럭비 컵(European Rugby Cup) 또는 하이네켄 컵(Heineken Cup)은 1995년 생긴 유럽 국가들의 프로 럭비 유니온 대회이다.

## 결승
| 시즌      | 우승              | 점수              | 준우승                                                                                | 경기장                              | 관중수 |
| --------- | ----------------- | ----------------- | ------------------------------------------------------------------------------------- | ----------------------------------- | ------ |
| 1995-96   | 툴루스            | 21 – 18 추가 시간 | 카디프                                                                                | 카디프 암스 파크, 카디프            | 21,800 |
| 1996-97   | CA 브리브         | 28 – 9            | 레스터 타이거스                                                                       | 카디프 암스 파크, 카디프            | 41,664 |
| 1997-98   | 바스              | 19 – 18           | CA 브리브                                                                             | Stade Lescure, 보르도               | 36,500 |
| 1998-99   | 얼스터            | 21 – 6            | Colomiers                                                                             | Lansdowne Road, 더블린              | 49,000 |
| 1999-2000 | 노스햄프턴 세인츠 | 9 – 8             | [[파일:{{{국기그림-rugby union}}}\|22x20px\|border \|아일랜드\|링크=아일랜드]] 먼스터 | 트위크넘 경기장, 런던               | 68,441 |
| 2000-01   | 레스터 타이거스   | 34 – 30           | 스타드 프랑시스                                                                       | 파르크 데 프랭스, 파리              | 44,000 |
| 2001-02   | 레스터 타이거스   | 15 – 9            | [[파일:{{{국기그림-rugby union}}}\|22x20px\|border \|아일랜드\|링크=아일랜드]] 먼스터 | 밀레니업 경기장, 카디프             | 74,000 |
| 2002-03   | 툴루스            | 22 – 17           | USA 페르피낭                                                                          | Lansdowne Road, 더블린              | 28,600 |
| 2003-04   | 런던 와스프스     | 27 – 20           | 툴루스                                                                                | 트위크넘 경기장, 런던               | 73,057 |
| 2004-05   | 툴루스            | 18 – 12 추가시간  | 스타드 프랑시스                                                                       | 머레이필드 스타디움, 에딘버러       | 51,326 |
| 2005-06   | 먼스터            | 23 – 19           | 비아리츠                                                                              | 밀레니엄 스타디움, 카디프           | 74,534 |
| 2006-07   | 런던 와스프스     | 25 – 9            | 레스터 타이거스                                                                       | 트위크넘 스타디움, 런던             | 81,076 |
| 2007-08   | 먼스터            | 16 – 13           | 스타드 툴루세인                                                                       | 밀레니엄 스타디움, 카디프           | 74,417 |
| 2008-09   | 렌스터            | 19 – 16           | 레스터 타이거스                                                                       | 머레이필드 스타디움, 에딘버러       | 66,523 |
| 2009-10   | 스타드 툴루세인   | 21 – 19           | 비아리츠                                                                              | 스타드 드 프랑스, Saint-Denis, 파리 | 78,962 |
| 2010-11   | 렌스터            | 33 – 22           | 노스햄프턴 세인츠                                                                     | 밀레니엄 스타디움, 카디프           | 72,456 |
| 2011-12   |                   |                   |                                                                                       | 트위크넘 스타디움, 런던             |        |
| 2012-13   |                   |                   |                                                                                       | 아비바 스타디움, 더블린             |        |

## 참가 자격
- 잉글랜드 - 6팀(잉글리시 프리미어십 + 앵글로-웰시 컵)
- 프랑스 - 6팀(톱 14)
- 아일랜드 - 3팀(마그너스 리그)
- 웨일스 - 3팀(마그너스 리그)
- 스코틀랜드 - 2팀(마그너스 리그)
- 이탈리아 - 2팀(2009-2010까지는 수퍼 10(이탈리아), 2010-2011부터는 마그너스 리그)
- 하이네켄 컵 + 유러피언 챌린지 컵 전년도 우승팀 - 2팀

## 대회
- 24팀이 각각 유러피언 클럽 랭킹에 따라 4조에 나뉘어서 각조의 우승팀(포인트에 따라서 1~6으로 부여)들과 2위팀들중 상위 2팀(7~8)이 본선에 출전한다.
- 8강전에서(1-8, 2-7, 3-6, 4-5)으로 상위팀의 홈구장에서 맞 붙어서 4강전부터는 중립 구장에서 열린다.

## 같이 보기
- 유러피언 챌린지 컵